# 阿雷维尔莱尚特尔
阿雷维尔莱尚特尔（法語：Harréville-les-Chanteurs，法語發音：[aʁevil le ʃɑ̃tœʁ]）是法国上马恩省的一个市镇，属于肖蒙区。

## 地理
阿雷维尔莱尚特尔（48°15'53"N, 5°37'49"E）面积15.76 平方千米，位于法国大東部大區上马恩省，该省份为法国东北部内陆省份，北起马恩省和默兹省，西接奥布省，西南接科多尔省，东南接上索恩省，东临孚日省。
与阿雷维尔莱尚特尔接壤的市镇（或旧市镇、城区）包括：大利福勒、小利福勒、蓬皮埃尔、萨尔特、默兹河畔巴祖瓦耶、默兹河和穆宗河间布尔蒙。

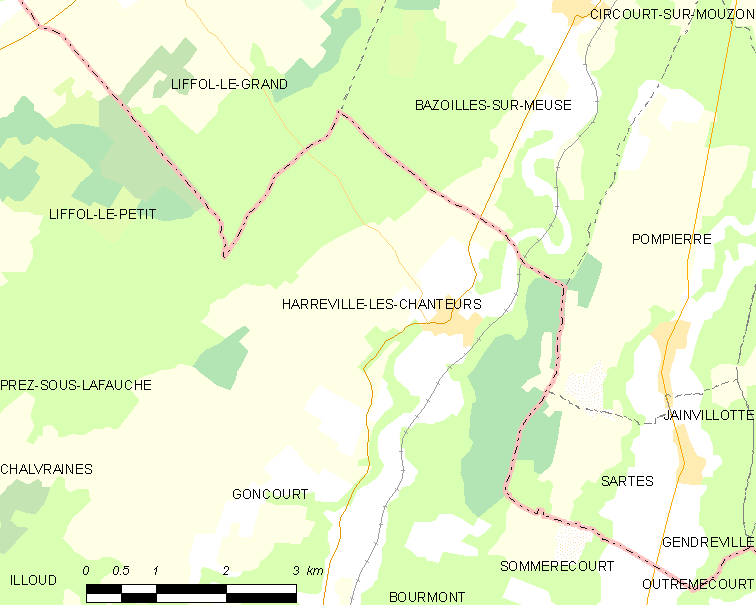
阿雷维尔莱尚特尔的OSM定位图

阿雷维尔莱尚特尔的时区为UTC+01:00、UTC+02:00（夏令时）。

## 行政
阿雷维尔莱尚特尔的邮政编码为52150，INSEE市镇编码为52237。

## 政治
阿雷维尔莱尚特尔所属的省级选区为普瓦松县。

## 人口

1962-2008年间阿雷维尔莱尚特尔人口变化图示

阿雷维尔莱尚特尔于2022年1月1日时的人口数量为267人。